# Central Fraser Valley (circonscription britanno-colombienne)
Circonscription électorale provinciale du Canada
Central Fraser Valley est une ancienne circonscription provinciale de la Colombie-Britannique représentée à l'Assemblée législative de la Colombie-Britannique de 1979 à 1991.

## Géographie
La circonscription était située dans la région du Grand Vancouver et de New Westminster

## Liste des députés
1979-1986
| Législature                            | Années                                 | Député                                 | Député                                 | Parti                                  |
| Okanagan North Issue de North Okanagan | Okanagan North Issue de North Okanagan | Okanagan North Issue de North Okanagan | Okanagan North Issue de North Okanagan | Okanagan North Issue de North Okanagan |
| -------------------------------------- | -------------------------------------- | -------------------------------------- | -------------------------------------- | -------------------------------------- |
| 32e                                    | 1979–1983                              |                                        | William Samuel Ritchie                 | Créditiste                             |
| 33e                                    | 1983–1984                              |                                        | William Samuel Ritchie                 | Créditiste                             |

1986-1991
| Législature                          | Années    | Député | Député             | Parti      | Député | Député        | Parti      |
| ------------------------------------ | --------- | ------ | ------------------ | ---------- | ------ | ------------- | ---------- |
| 34e                                  | 1986–1991 |        | Peter Albert Dueck | Créditiste |        | Harry de Jong | Créditiste |
| Circonscription abolie, voir Matsqui |           |        |                    |            |        |               |            |